# Jacob Pagendarm
Jacob Pagendarm (Hervorden, 1646 - 1706) fou un músic i compositor alemany.
Estudià a Hildesheim i Magdeburg, i en les Universitats de Helmstadt i Wittenberg; el 1670 aconseguí la plaça de cantor a Osnabrück, passant amb la mateixa feina a Lübeck el 1679, el qual el conservà fins a la seva mort.
Composicions: Cantiones sacraes, quae coetus Lubecensis acolast, sub horarum intervalis canere consuevit (Lübeck, sense data)